# Супер чарм-тау фабрика
Супер чарм-тау фабрика (Супер С-Тау фабрика) — проект электрон-позитронного коллайдера в Институте ядерной физики им. Г. И. Будкера на энергию 1-3 ГэВ в пучке и светимость до 2.8×1035 см−2с−1. Один из проектов, включённых в перечень установок класса мегасайенс. Целью строительства установки являются прецизионные эксперименты по физике элементарных частиц в области рождения тау-лептона и D-мезонов, для выявления и изучения явлений и процессов, выходящих за рамки Стандартной модели.
В конце 2015 г. заработала первая очередь ускорительного комплекса ВЭПП-5, который может служить источником ускоренных электронов и позитронов.

## Описание
Установка представляет собой ускорительный комплекс, состоящий из инжектора электронов, в том числе поляризованных, линейного ускорителя до полной энергии, системы производства и накопителя позитронов, и двух колец коллайдера. Пучки будут сталкиваться под углом 60 мрад, для получения сверхвысокой светимости предполагается использование концепции crab-waist, впервые опробованной на коллайдере DAFNE. Инжекция обоих пучков предполагается непрерывная, на энергии эксперимента (top-up режим). Для проведения экспериментов с поляризованным пучком электронов будет установлено 5 сибирских змеек.

## Детектор
Конструктивными элементами универсального магнитного детектора с полем 1 Тл являются: вакуумная камера, вершинный детектор, дрейфовая камера, система идентификации, электромагнитный калориметр, сверхпроводящая катушка, ярмо магнита с мюонной системой.

## Мюмютрон
С целью отработки отдельных технологий предполагается создание небольшого коллайдера, на котором может быть выполнен эксперимент по получению и исследованию димюония.